# Lakmangule, Yelbarga
Lakmangule là một làng thuộc tehsil Yelbarga, huyện Koppal, bang Karnataka, Ấn Độ.